# Шартон-Демер, Анна-Арсена
Анна Арсена Шартон-Демер (фр. Anne Arsène Charton-Demeur, урожденная Шартон: 15 марта 1824, Сожон — 30 ноября 1892, Париж) —  французская оперная певица (сопрано), которая в «ЭСБЕ» названа «выдающейся».

## Биография
Анна Арсена Шартон родилась 5 марта 1821 года (по другим данным 15 марта 1824 или 5 марта 1827 года) в коммуне Сожон, департамент Приморская Шаранта.
Её учил музыке Бизо из Бордо. В 1842 году она дебютировала там в роли Лючии в «Лючии ди Ламмермур». Она пела в Тулузе и в 1846 году в Брюсселе. В июле того же года она успешно дебютировала на сцене театра Друри-лейн в Лондоне в партии Мадлен в «Постийон де Лонжюмо», а также появилась в июле в «Ла Жюив» в Англии и с большим успехом сыграла Анжель в «Нуар домино».

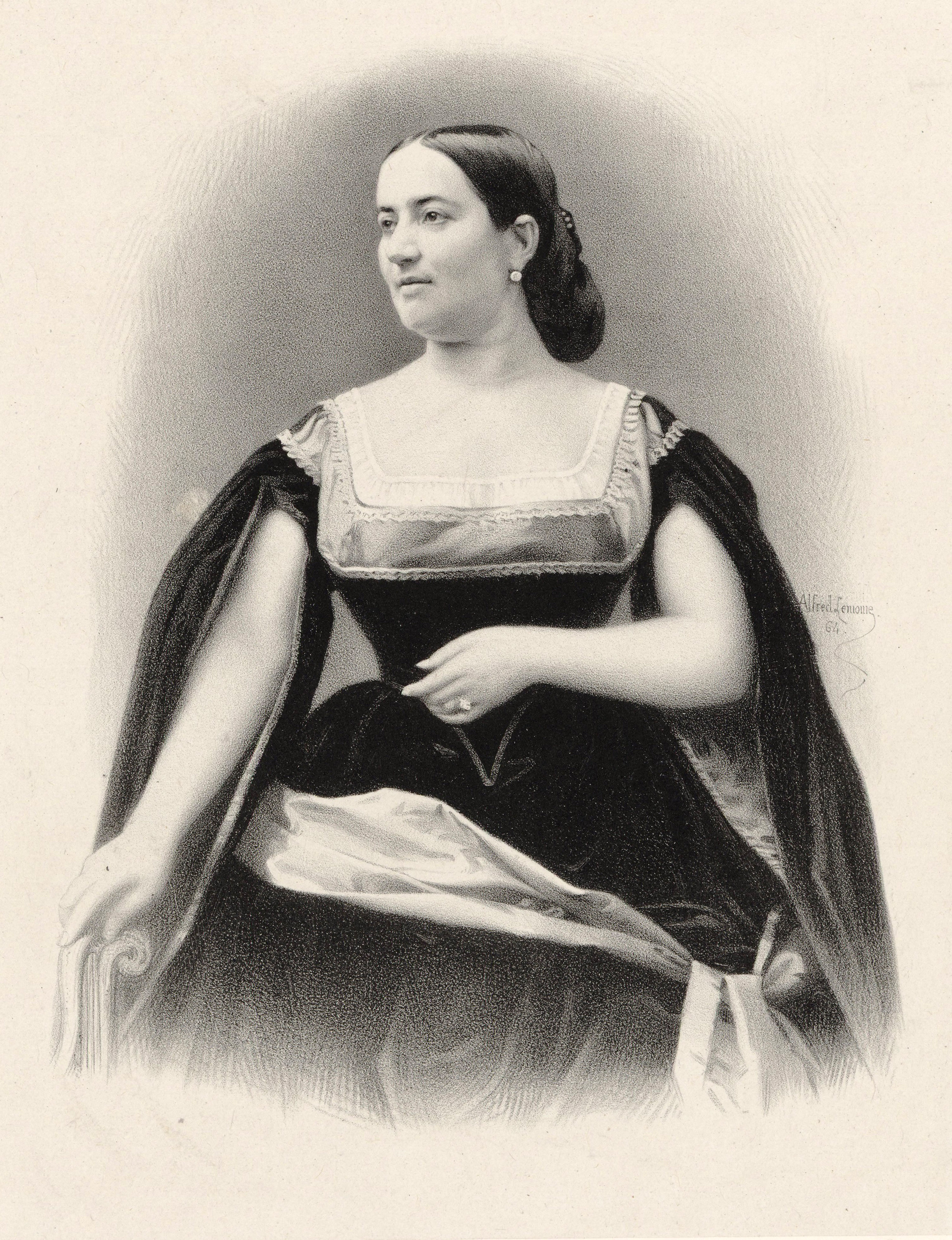
Анна Шартон-Демер

В 1847 году она вышла замуж за Жюля-Антуана Демера (фр. Jules-Antoine Demeur), флейтиста из Бельгии, с которым познакомилась в Друри-лейн. Впоследствии он много путешествовал со своей женой помогая в её карьере.
В 1849—1850 гг. она была главной певицей во французской оперной труппе Джона Митчелла в «St James's Theatre» в британской столице и стала очень популярной в различных легких партиях, многие из которых были новы для Англии. Критик Генри Чорли писал о Шартон-Демер: «Когда она пела во французской комической опере, она произвела впечатление своим приятным голосом и внешностью, а также некоторой уютной манерой, которая была очень очаровательной…»
Была одаренна красивым, сильным сопрано и сценической наружностью. Её самые выдающиеся роли — Изабелла в «Роберте», Евдокия в «Жидовке», Дидона в «Троянцах» Берлиоза.
После формального ухода из пения примерно в 1869 году она время от времени всё-таки иногда выступала на концертах.
Анна Арсена Шартон-Демер скончаласть 30 ноября 1892 года в городе Париже.